# BSN Glasspack
Pour les articles homonymes, voir BSN.
BSN Glasspack est une entreprise de fabrication de verre, filiale de Owens-Illinois.
Elle est issue de l'entreprise Boussois-Souchon-Neuvesel. Elle appartient au groupe américain Owens-Illinois depuis le 21 juin 2004.
Elle réalise des bouteilles pour les vins, les spiritueux, les eaux, la bière, et des bocaux à usage alimentaire. BSN Glasspack a son siège France-Espagne à Lyon (Villeurbanne) et son siège européen à Lausanne en Suisse.
Son chiffre d'affaires s'élève à 1,3 milliard d'euros et elle emploie 6 400 personnes. Elle possède 19 usines dans 4 pays d'Europe, (France (9 usines), Allemagne (5 usines), Pays-Bas (3 usines) et Espagne (2 usines)). Elle met en œuvre 40 fours et 129 lignes de fabrication pour une capacité annuelle de production de 3,4 millions de tonnes (soit 13 milliards d'unités).[réf. nécessaire]